# Morir de miedo
Morir de miedo és una pel·lícula de terror espanyola del 1980 escrita i dirigida per Juan José Porto Rodríguez.

## Argument
Un matrimoni condueix en direcció a una apartada casa de la Serra de Guadarrama. Ell és un greu malalt crònic, i pensen passar allí uns dies per a celebrar així el seu cinquè aniversari de noces. Durant el trajecte, senten que una parella de delinqüents ha assaltat un xalet i comès una violació dins d'aquest...

## Repartiment
- Mònica Randall (Ana)
- Simón Andreu (Eduardo)
- Miguel Ayones (Miguel)

## Recepció
Va participar com a part de la secció oficial del XIII Festival Internacional de Cinema Fantàstic i de Terror a Sitges.